# Sunne socken, Jämtland
Sunne socken ligger i Jämtland, ingår sedan 1971 i Östersunds kommun och motsvarar från 2016 Sunne distrikt.
Socknens areal är 130,84 kvadratkilometer, varav 97,46 land. År 2000 fanns här 1 093 invånare. Tätorten Orrviken samt sockenkyrkan Sunne kyrka ligger i socknen. 

## Administrativ historik
Sunne socken har medeltida ursprung. 
Vid kommunreformen 1862 överfördes ansvaret för de kyrkliga frågorna till Sunne församling och de borgerliga frågorna till Sunne landskommun. Landskommunen inkorporerades 1952 i Hackås landskommun som 1971 uppgick i Östersunds kommun. Församlingen uppgick 2014 i Frösö, Sunne och Norderö församling.
1 januari 2016 inrättades distriktet Sunne, med samma omfattning som församlingen hade 1999/2000.
Socknen har tillhört fögderier, tingslag och domsagor enligt vad som beskrivs i artikeln Jämtland. De indelta soldaterna tillhörde Jämtlands fältjägarregemente och Jämtlands hästjägarkår.

## Geografi
Sunne socken ligger söder om Storsjön vid Sannsundet och omfattar också några öar i sjön. Socknen är en myrrik skogsbygd.
Andersön ligger i Sannsundets norra del. Ön har en skans från 1600-talet.

## Fornlämningar
I Sunne socken har man påträffat cirka femton boplatser från stenåldern. Från järnåldern finns ett antal gravar i anslutning till gamla boplatser. Det finns även några gravhögar i området. I terrängen har man hittat järnframställningsplatser och fångstgropar. Likaså finns ödegårdar från medeltiden.
Bygden är arkeologiskt känd för den så kallade Kastalen i Sunne som står på den äldsta kyrkans plats. Den är numera en ruin, men utgör tillsammans med Kastalen i Brunflo ett tecken på bygdens betydelse under medeltiden. Sunne kyrkoruin är ruinen efter den kyrka, som man tror var en botgörargärning ålagd jämtarna för deras strid mot Sverre Sigurdsson på isen vid Lillsundet, Slaget på Storsjöns is år 1178,  då Jämtland blev skattskyldigt under Norge.

## Namnet
Namnet (1343 Sundum) kommer från byn med detta namn och innehåller plural av sund syftande på de olika sunden som skilde Andersön, Isön och fastlandet.

## Kuriosa
I Sunne gamla prästgård föddes år 1717 den sedermera kände vetenskapsmannen Pehr Wargentin.

## Befolkningsutveckling
| Befolkningsutvecklingen i Sunne socken, Jämtland 1750–1990                                               | Befolkningsutvecklingen i Sunne socken, Jämtland 1750–1990 | Befolkningsutvecklingen i Sunne socken, Jämtland 1750–1990 | Befolkningsutvecklingen i Sunne socken, Jämtland 1750–1990 | Befolkningsutvecklingen i Sunne socken, Jämtland 1750–1990 |
| --- | ---------------------------------------------------------- | ---------------------------------------------------------- | ---------------------------------------------------------- | ---------------------------------------------------------- |
| |                                                            |                                                            |                                                            |                                                            |
| År |                                                            |                                                            | Folkmängd                                                  |                                                            |
| 1750 | 1750                                                       |                                                            | 636                                                        |                                                            |
| 1760 | 1760                                                       |                                                            | 626                                                        |                                                            |
| 1769 | 1769                                                       |                                                            | 670                                                        |                                                            |
| 1780 | 1780                                                       |                                                            | 738                                                        |                                                            |
| 1790 | 1790                                                       |                                                            | 591                                                        |                                                            |
| 1800 | 1800                                                       |                                                            | 645                                                        |                                                            |
| 1810 | 1810                                                       |                                                            | 691                                                        |                                                            |
| 1820 | 1820                                                       |                                                            | 773                                                        |                                                            |
| 1830 | 1830                                                       |                                                            | 881                                                        |                                                            |
| 1840 | 1840                                                       |                                                            | 872                                                        |                                                            |
| 1850 | 1850                                                       |                                                            | 956                                                        |                                                            |
| 1860 | 1860                                                       |                                                            | 1 052                                                      |                                                            |
| 1870 | 1870                                                       |                                                            | 1 155                                                      |                                                            |
| 1880 | 1880                                                       |                                                            | 1 249                                                      |                                                            |
| 1890 | 1890                                                       |                                                            | 1 280                                                      |                                                            |
| 1900 | 1900                                                       |                                                            | 1 329                                                      |                                                            |
| 1910 | 1910                                                       |                                                            | 1 420                                                      |                                                            |
| 1920 | 1920                                                       |                                                            | 1 509                                                      |                                                            |
| 1930 | 1930                                                       |                                                            | 1 499                                                      |                                                            |
| 1940 | 1940                                                       |                                                            | 1 509                                                      |                                                            |
| 1950 | 1950                                                       |                                                            | 1 343                                                      |                                                            |
| 1960 | 1960                                                       |                                                            | 1 071                                                      |                                                            |
| 1970 | 1970                                                       |                                                            | 920                                                        |                                                            |
| 1980 | 1980                                                       |                                                            | 1 027                                                      |                                                            |
| 1990 | 1990                                                       |                                                            | 1 106                                                      |                                                            |
| Anm: Källor: Umeå universitet - Tabellverket 1749-1859, Demografiska databasen, CEDAR, Umeå universitet. |                                                            |                                                            |                                                            |                                                            |